# Kurgebiet
Ein Kurgebiet ist ein gesondert ausgewiesenes innerörtliches Gebiet in einem Kurort, welches dem besonderen Schutz des Kurbetriebs dient. Das Kurgebiet umfasst in der Regel jene Teile des Ortes bzw. des Ortsteils, in denen sich die Kurpatienten oder Gäste wegen der dort vorhandenen Kureinrichtungen, Unterhaltungsmöglichkeiten sowie der Beherbergungs- und Gastronomiebetriebe vorrangig aufhalten. Die Regelungen für Kurgebiete sind landesspezifisch und werden in den einzelnen Bundesländern entweder über ein Gesetz ("Kurortegesetz") oder eine Verordnung festgelegt (siehe auch: Kurort). In den meisten Bundesländern ist die Ausweisung mindestens eines Kurgebiets durch eine Gemeinde Voraussetzung für deren Anerkennung als Kurort. 
Kurgebiete werden in der Regel in den jeweiligen Flächennutzungsplänen ausgewiesen und stellen sonstige Sondergebiete gemäß §11 der Baunutzungsverordnung dar. Für Kurgebiete gelten auf Landes- wie kommunaler Ebene für zahlreiche Regelungsbereiche gesonderte Bestimmungen. Beispiele dafür sind gesonderte Bebauungspläne und Sonderregelungen in den Lärm- und Immissionsschutzgesetzen. Auch gilt die Pflicht zur Entrichtung eines Kurbeitrags mitunter nicht für die gesamte Gemeinde, sondern nur für Unterkünfte innerhalb der Kurgebiete.